# Montlhéry
Montlhéry település Franciaországban, Essonne megyében. Lakosainak száma 9238 fő (2022. január 1.). Montlhéry Nozay, Linas, Longpont-sur-Orge, Marcoussis és La Ville-du-Bois községekkel határos.

## Népesség
A település népességének változása:
| Lakosok száma | 7384 | 7546 | 7816 | 7593 | 7624 | 7681 | 8561 | 8670 | 9238 |
|               | 2013 | 2015 | 2016 | 2017 | 2018 | 2019 | 2020 | 2021 | 2022 |